# Миндальное печенье
Миндальное печенье — разновидность печений, изготавливаемых из миндаля. Разные вариации такого десерта присутствуют во многих кухнях мира.
К миндальным печеньям относятся:
- Курабье
- Итальянские макаруны, ричарелли (итал. ricciarelli) и пиньоли
- Испанские и португальские алмендрадусы (almendrados)
- Турецкое печенье Acıbadem kurabiyesi
- Норвежское Sandbakelse[1]
- Индонезийское печенье «миндальный хрустящий сыр» представляющее собой разновидность хрустящего плоского миндального печенья с миндалем и сыром сверху[2].

## Галерея

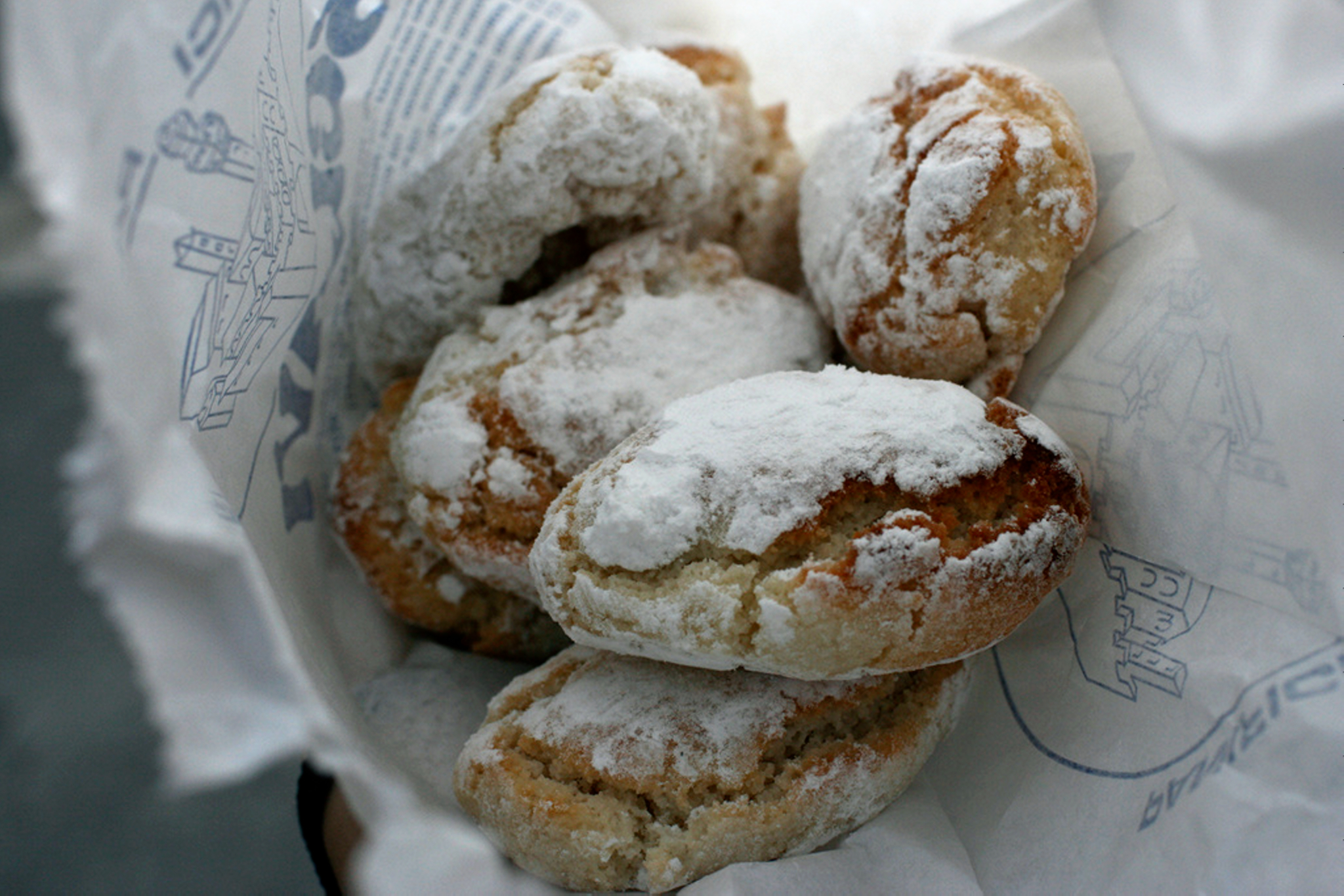
Риччарелли из Сиены
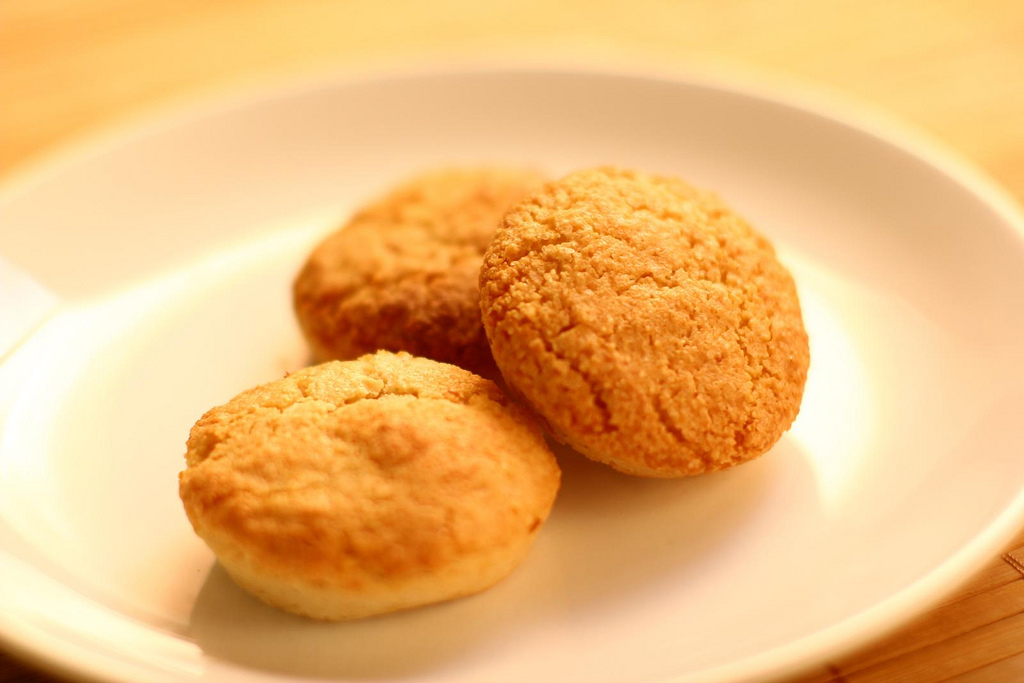
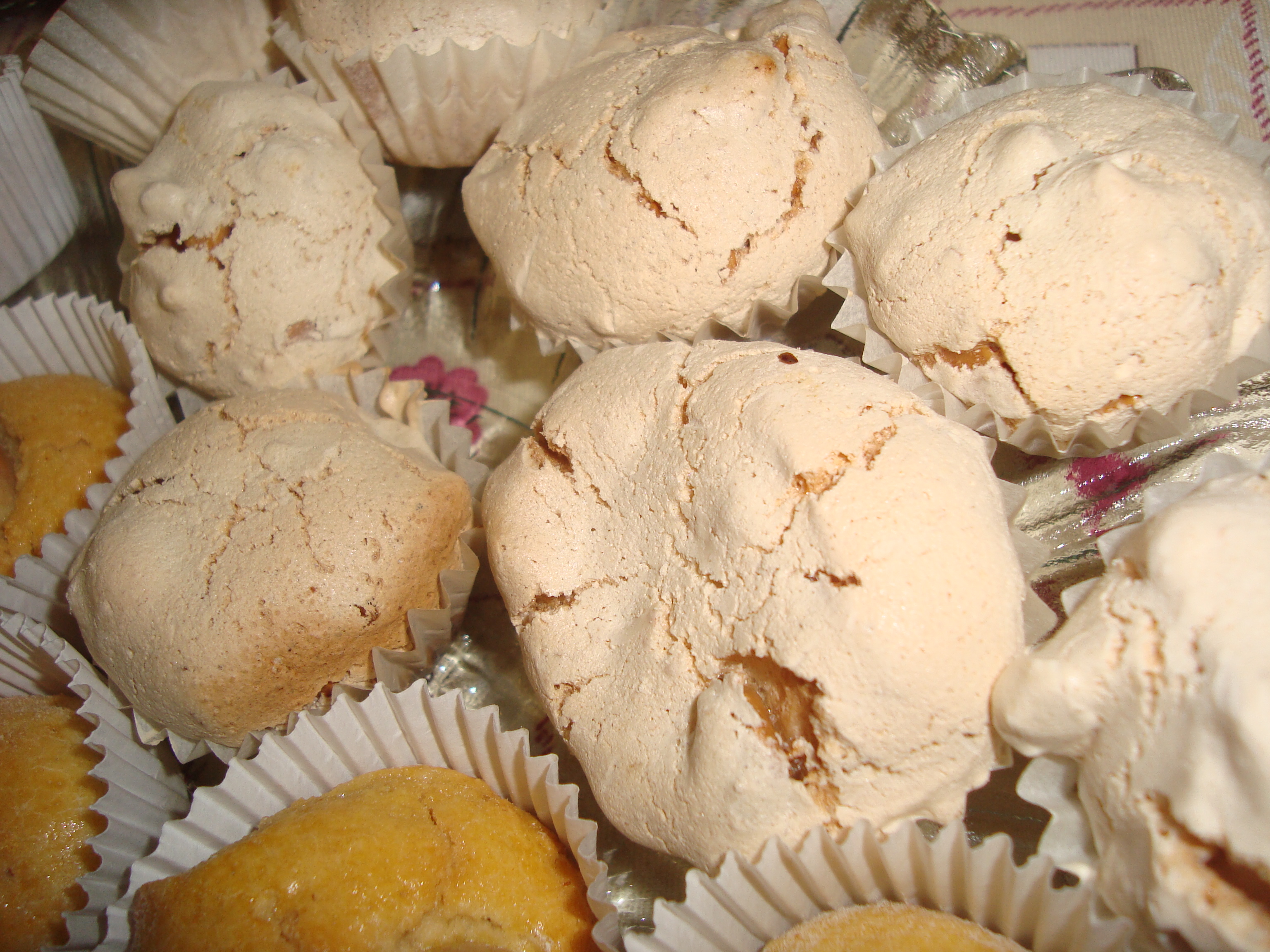
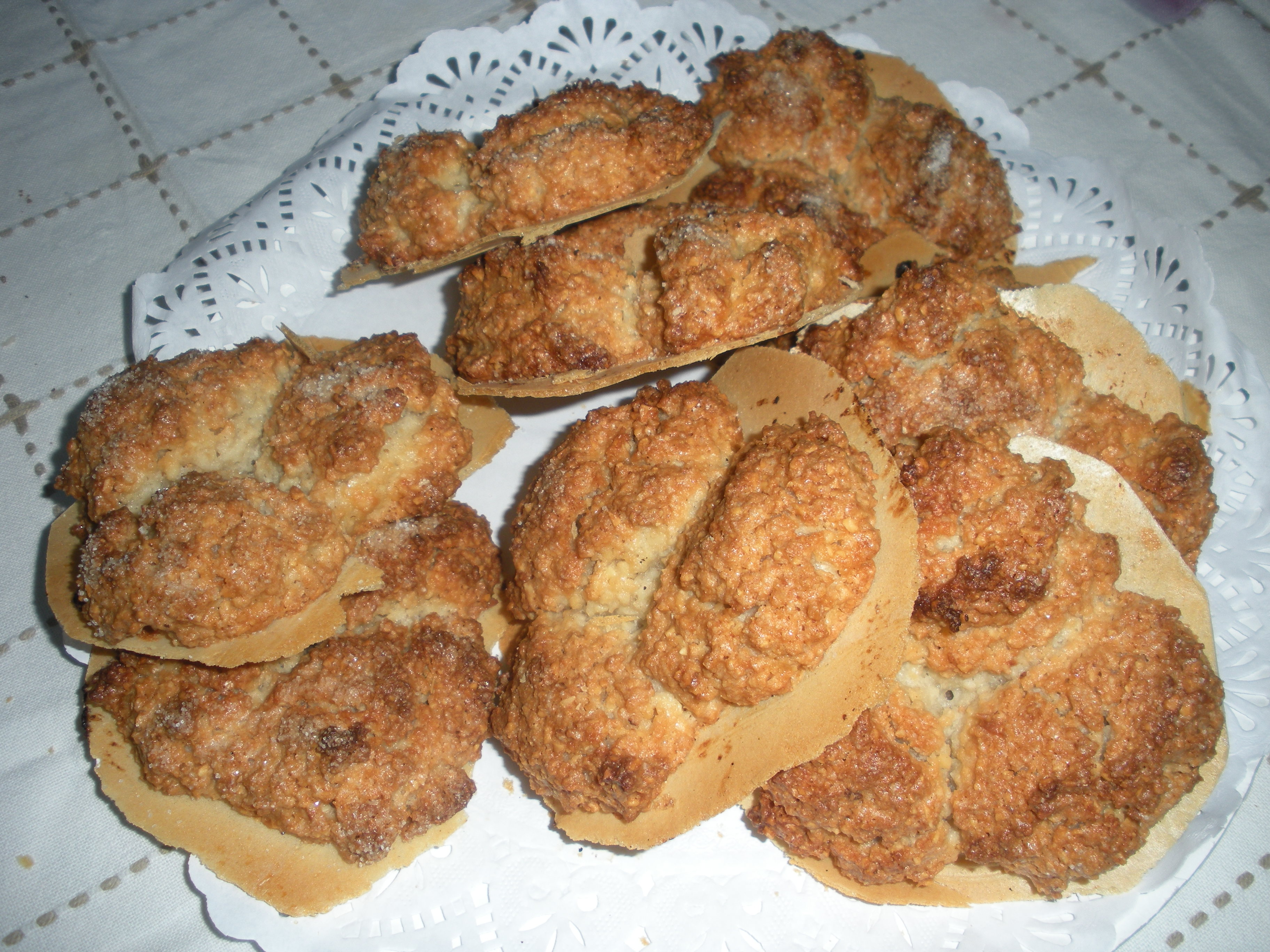
Альмендрадос — разновидность миндального печенья в испанской кухне.
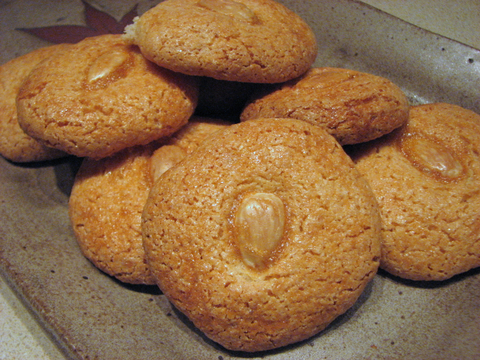
Турецкое миндальное печенье
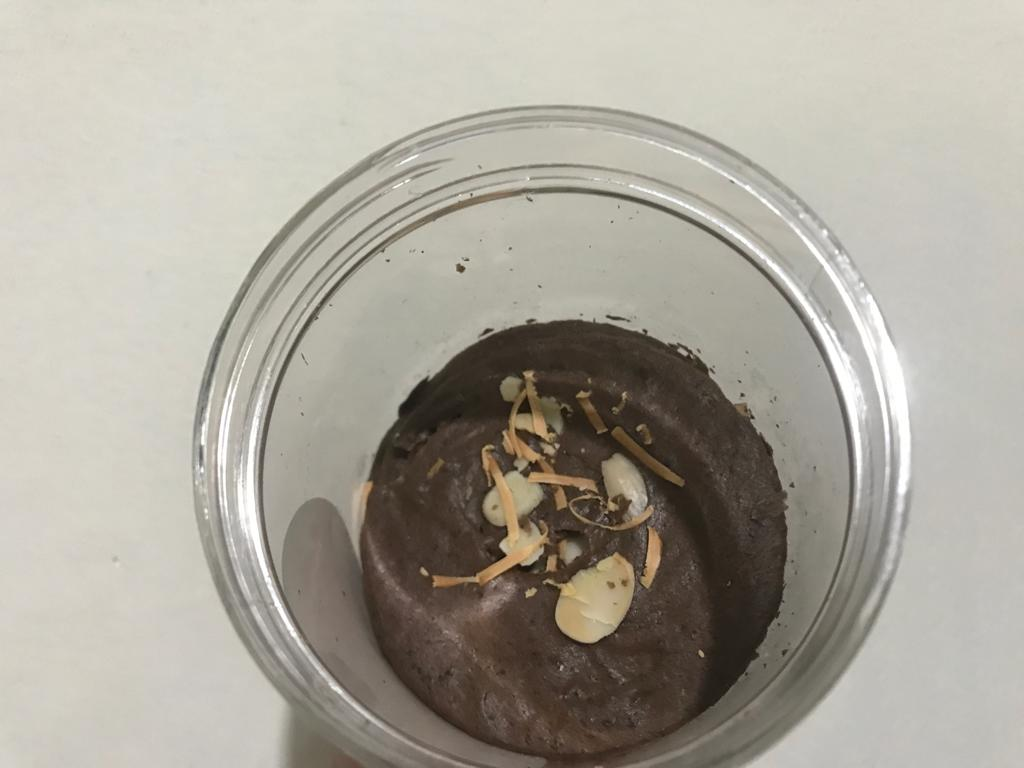
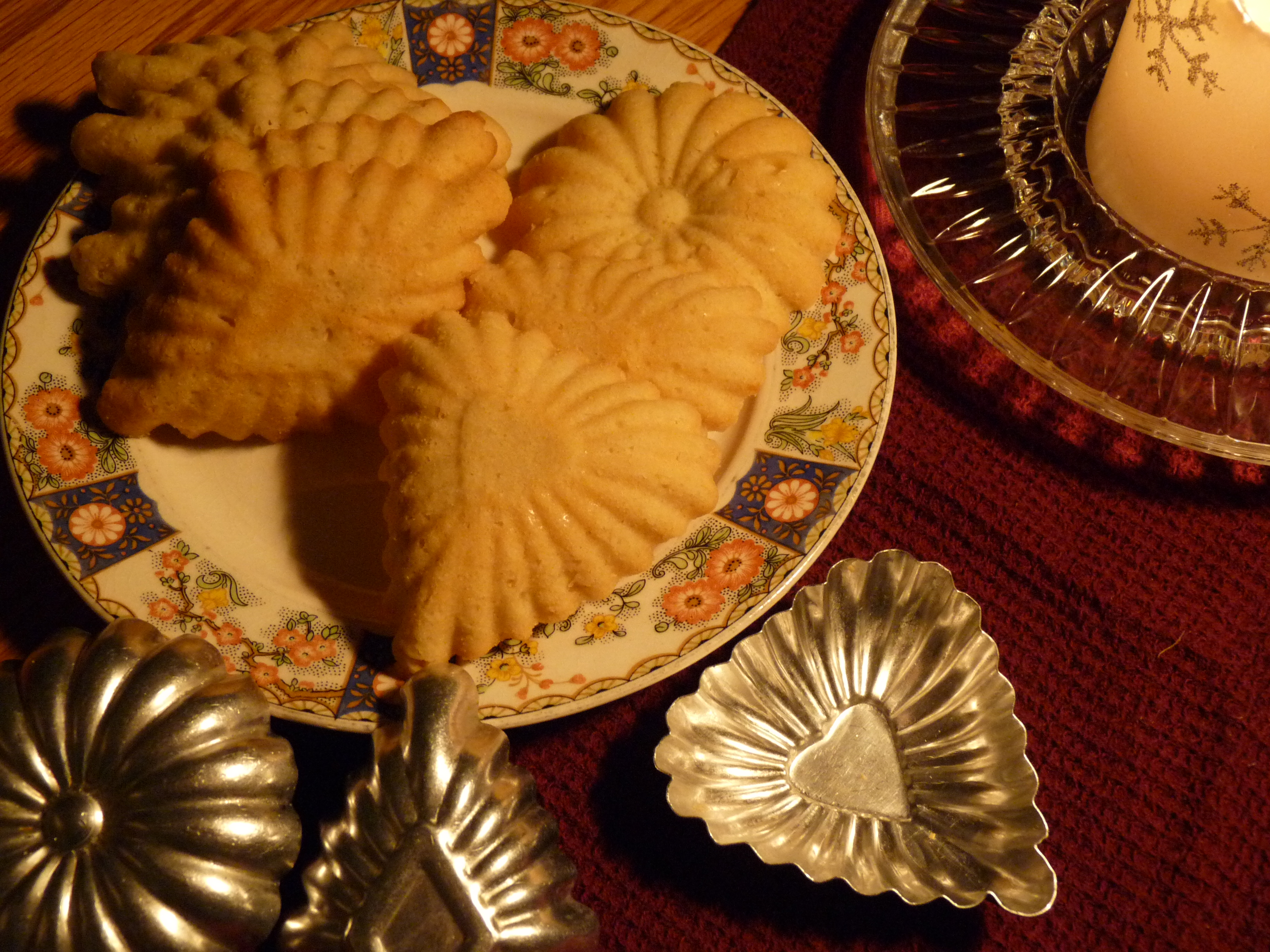
Норвежское миндальное печенье
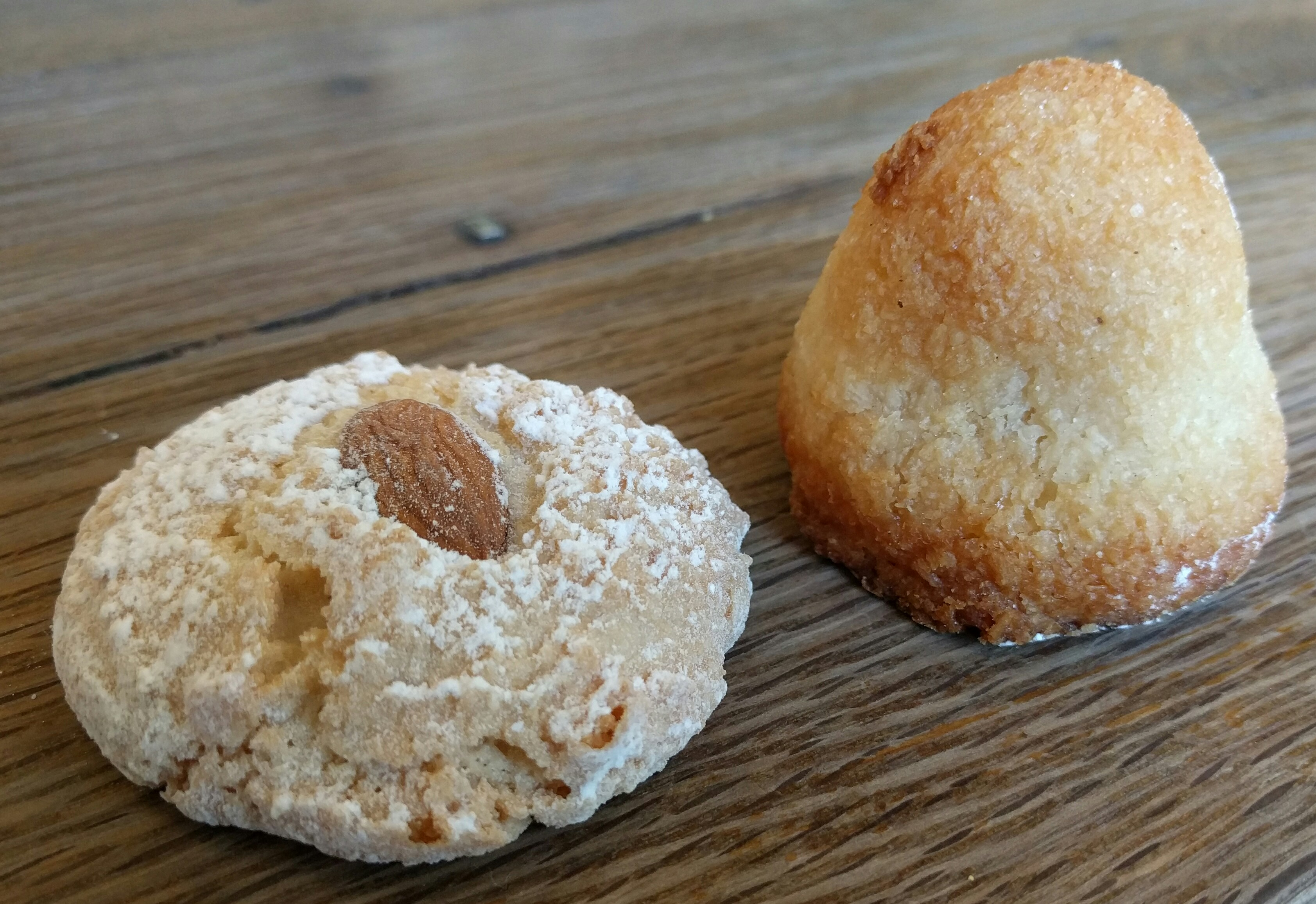
Миндальные и кокосовые макаруны
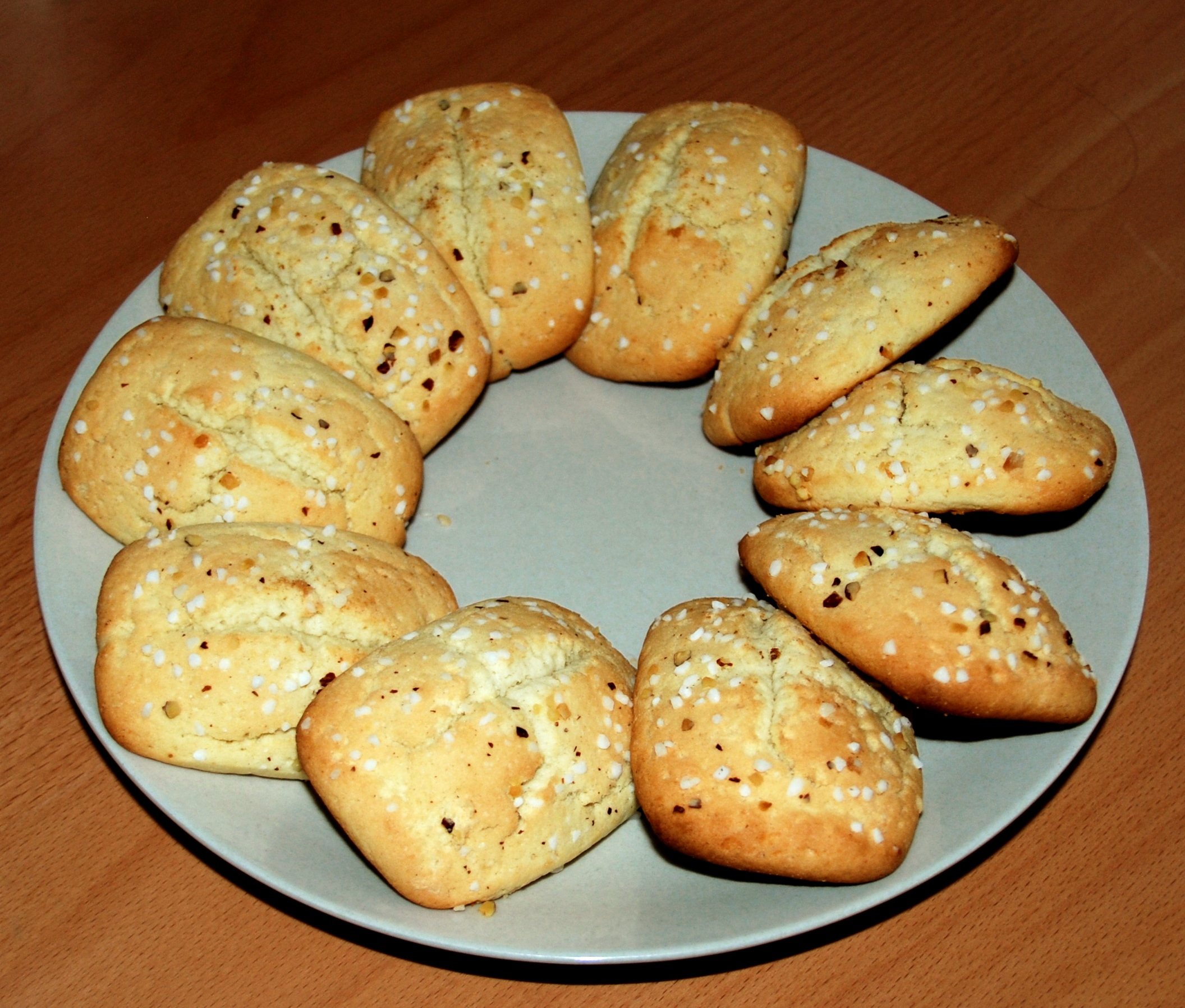
Датское и Шведское миндальное печенье